# カビネ・コマラ
カビネ・コマラ（Kabiné Komara、1950年3月8日 - ）は、ギニアの政治家。2008年12月30日から2010年1月26日まで首相を務めた。2008年末までエジプトのカイロにあるアフリカ輸出入銀行の取締役だったコマラは、12月30日の政府のラジオ放送で新首相に就任したと発表された。
キャビネット、カビーネ、キャビネといった表記もある。

## 経歴と私生活
ギニア北部内陸部のマニンカ家に生まれ、首都コナクリで教育を受ける。1973年、コナクリにある行政高等学校で経営学の学位を取得。その後、パリ高等事務学院（ISA）、コロラド大学、カイロ・アメリカン大学に入学。1975年にチューリッヒのクレディ・スイスで銀行員としてのキャリアをスタート。実業界と官界で頭角を現し、1990年にギニアCTRN評議会の経済計画・協力担当理事に任命された。また、ギニア・ボーキサイト会社（CBG）の人事部次長、ギニア・アルミナ会社（ACG-Fria）のフリア・アルミニウム工場長も務めた。『ジューヌ アフリーク』は、その間にコンテ大統領と不仲になったと報じている。1995年から2008年まで、カイロにあるアフリカ輸出入銀行（Afreximbank）で、アフリカ諸国間の貿易を改善するためのプロジェクトおよび管理サービス担当シニア・ディレクターを務めた。
私生活面では、『アフリカン・プレス・エージェンシー』によると既婚で6児の父である。

## 2007年のストライキ
2007年のギニアにおけるゼネストの際、野党の労働組合指導部は、コマラを4人の首相候補のうちの1人として指名した。コマラがこの地位を目的とし選挙運動を行っていたという形跡はないが、後に野党に感謝する公開書簡を発表している。一方国際的なメディアからはコマラを「政治に無関心なテクノクラート」と評していた。

## 2008年の就任
ムサ・ダディス・カマラ暫定大統領率いる民主化開発国民評議会は、コマラ首相が任命される前の週と、2008年のギニアのクーデター後に、文民のための首相を選ぶとしており、首相の役割について次のように説明している：
政府の行動を統制、調整、指揮する。政府の適切な機能について大統領に責任を負う。大統領とともに政府の構成員を決定し、政令で指名することもできる。首相は国家元首に代わって閣僚評議会を主宰する。首相は公務員を指名し、共和国大統領から委任された権限で行政を指揮する。首相は国家元首を代表して小地域、地域、国際会議に出席することができる。政治的・社会的対話を維持する責任を負う。
12月30日早朝、コナクリの政府ラジオは、ギニアの新首相にコマラを指名する声明を読み上げた。カビネ・コマラは30日、特別便でカイロからパリ、ダカールを経由してコナクリに向かい、就任を受諾した。
カマラは2009年1月14日、コマラを首班とする新政府を任命した。政府は兵士とテクノクラートで構成され、政党は含まれなかった。政府は27人の閣僚と2人の国務長官により作られていた。
約1年間首相として在任したものの、やがて政治移行の一環として、野党党首のジャン・マリー・ドレが後任に指名され、ドレは2010年1月26日、コマラの後任として就任した。

## 2021年のクーデター
2021年10月、カビネ・コマラはギニアでクーデターを起こし樹立したドゥンブヤ暫定政権を支持した。